# L・Wellness〜素敵にトランタン〜
『L・Wellness〜素敵にトランタン〜』（エル・ウェルネス すてきにトランタン）は、JFN系列で放送されていたジャパンエフエムネットワーク (JFNC) 製作のワイド番組である。

## 概要
JFN系列Bラインネットの生放送番組。基本的には毎週月曜 - 金曜 9:00 - 11:55 （日本標準時）に放送されていたが、番組の途中で飛び乗りや飛び降りをするネット局もあり、放送時間は全局一律ではなかった。途中11:00 - 11:30に、Aラインネット番組の『AGFコーヒータイム』（1995年3月まで）→『ディア・フレンズ』（1995年4月以降）を内包していた。
1998年の改編で11時を境に分割。『L・Wellness〜素敵にトランタン〜』の直接の後身は『te quiero pa quiero』で、坂本が続投。「アーティスト・インデックス」のゾーンは『ランチタイムミュージック』と統合され、『LA-LA PIX』へ拡大リニューアル。こちらはフリーアナウンサーの篠田潤子が担当。

## パーソナリティ
- 赤堀容子（1995年3月まで）
- 中村こずえ（1995年4月以降）
- 坂本咲子（1995年4月以降[1]） - 後番組『te quiero pa quiero』にも引き続き出演。

## タイムテーブル
- 9:00 オープニング ザ・デイ・ブック
- 9:10 サウンド・アメニティ
- 9:40 カルネ・ド・トランタン
- 9:50 ジャスト・キュリアス
- 10:00 今日のニュース
- 10:05 海外旅行のための英会話
- 10:10 FM Radio Shopping
- 10:15 アーティスト・インフォメーション
- 10:20 おしゃべりラウンジ
- 10:26 情報 フレッシュアップ
- 10:30 リクエスト・アメニティ
- 10:50 ミュージック・エクスプエス
- 10:55 アイ・ドゥー新しい人生
- 11:30 アーティスト・インデックス

## エンディング
- Dan Siegel『The Last Dance』　アルバム「Going Home」収録
- Special EFX『My Place In The Sun』　アルバム「COLLECTION」収録

## ネット局
- エフエム青森 (AFB)
- エフエム岩手 (FMI)
- エフエム秋田 (AFM)
- エフエム山形 (Boy-FM)
- エフエム福島（ふくしまFM）
- エフエム群馬（FMぐんま）
- エフエム栃木 (RADIO BERRY)
- エフエムラジオ新潟 (FM-NIIGATA)
- 富山エフエム放送（FMとやま）
- エフエム石川 (HELLO FIVE)
- 福井エフエム放送（FM福井）
- 長野エフエム放送（FM長野）
- エフエム山陰 (V-air)
- エフエム山口 (FMY)
- エフエム徳島
- エフエム香川
- エフエム高知 (Hi-Six)
- エフエム佐賀 (PURE RADIO)
- エフエム中九州 (FMK)
- エフエム大分
- エフエム宮崎 (JOY FM)
- エフエム鹿児島 (μFM)
- エフエム沖縄